# 緑町 (太田市)
緑町（みどりちょう）は、群馬県太田市にある地名（町丁）。郵便番号は373-0073。

## 概要
毛里田地区にある町丁。

## 地理

### 近隣町丁
- 吉沢町
- 強戸町
- 長手町
- 東今泉町
- 矢田堀町
- 丸山町

## 世帯数と人口
2022年（令和4年）3月31日現在の世帯数と人口は以下の通りである。
| 町丁 | 世帯数  | 人口  |
| ---- | ------- | ----- |
| 緑町 | 215世帯 | 469人 |

## 交通

### 鉄道
町内に鉄道は通っていない。

### 道路
- 北関東自動車道

## 施設
- セブンイレブン太田市緑町店